# Bartolomé Mitre
Bartolomé Mitre (Buenos Aires, 26 de juny de 1821 - 19 de gener de 1906) va ser un polític, militar, historiador, home de lletres i periodista argentí; Governador de la Província de Buenos Aires i President de la Nació Argentina el període comprès entre 1862 i 1868.

## Inicis
Nasqué a Buenos Aires, molt jove es va exiliar a l'Uruguai, com altres opositors a Juan Manuel de Rosas, durant el govern d'aquest, va actuar com a soldat i periodista a l'Uruguai, Perú, Xile i Bolívia. Es trobava en aquest últim país el 1848, quan va haver de desterrar-se a causa de la revolució; viatjaria al Perú i després a Xile, on fou co-redactor del diari El Comercio de Valparaíso. En aquesta ciutat, publica les biografies de Manuel Blanco Encalada i Thomas Cochrane.
Més tard va escriure al diari El Progreso, creat per Domingo Faustino Sarmiento, des d'on va pregonar la indivisibilitat territorial de la sobirania americana, va defensar el dret al pensament dels estrangers (sempre que no anessin contra la sobirania dels països que els acollien) i la democràcia en sentit integral, i va emprendre campanyes per tal de millorar la situació social i econòmica del poble.

## Retorn
Va retornar després del derrocament de Rosas i liderà l'aixecament de la província de Buenos Aires contra el sistema federal que imposava la Constitució Argentina de 1853, patrocinada per Justo José de Urquiza; va ocupar diversos càrrecs de rellevància al govern provincial després de la secessió de la província, fins que el 1859 fou derrotat militarment per Urquiza, que buscava reincorporar Buenos Aires a la Confederació Argentina.
Tot i això, es van tornar a enfrontar a la batalla de Pavón (1861), en la qual va resultar misteriosament vencedor després que Urquiza es retirés sense presentar batalla; Buenos Aires es reincorporà a la Confederació, acceptant la Constitució de 1853 però introduint alguns canvis que la van beneficiar a la reforma de la Constitució de 1860.

## Presidència
A l'octubre de 1862 Mitre fou elegit president de la República Argentina. Durant el seu mandat es va estendre el sistema ferroviari, va organitzar l'exèrcit, va difondre l'ensenyament a tots els nivells, va organitzar la Suprema Cort de Justícia, va regularitzar el deute públic, es va adoptar el sistema mètric decimal i es va fundar el crèdit públic. A més, participà en la Guerra de la Triple Aliança, on l'Argentina, aliada amb Brasil i l'Uruguai van envair el Paraguai.

## Llegat
Mitre també fou fundador del diari La Nación, un dels diaris d'ideologia conservadora més influents de Llatinoamèrica, que des del 1870 se segueix publicant i ha estat sempre dirigit pels seus descendents.
El 1890, davant la crisi del govern de Miguel Juárez Celman, va formar part de la recentment fundada Unió Cívica, de la que més tard se separaria la Unió Cívica Radical.
Va morir a Buenos Aires. Les seves restes mortals descansen al Cementiri de la Recoleta de la ciutat de Buenos Aires.
Barcelona li va dedicar un transitat carrer, la Ronda del General Mitre.